# Daniel 12
Daniel 12 este al 12-lea capitol al Cărții lui Daniel din Vechiul Testament.
Capitolele 10, 11 și 12 din Cartea lui Daniel alcătuiesc viziunea finală a lui Daniel, care descrie o serie de conflicte între nenumitul „Rege al Nordului” și „Regele Sudului” care au loc în „vremurile de apoi”, când Israelul va fi îndreptățit și morții vor învia, unii la viață veșnică și alții la rușine și disprețul veșnic.

## Versetul 11
De la vremea când va înceta jertfa necurmată și de când se va așeza urâciunea pustiitorului, vor mai fi o mie două sute nouăzeci de zile.